# Репортаж з безодні
«Репортаж з безодні» — радянський художній фільм 1984 року, знятий режисером Георгієм Бзаровим на кіностудії «Узбекфільм».

## Сюжет
Повертаючись із чемпіонату світу до своєї країни, призер змагань із підводного плавання Афсал Деман дізнається, що на батьківщині стався військовий переворот. Раніше герой, який ніколи не займався політикою, вирішивши боротися з диктатурою, стає журналістом. Дія фільму відбувається у невеликій азійській країні наприкінці 70-х років.

## У ролях
- Георгій Піцхелаурі — Афсал Деман
- Світлана Хілтухіна — головна роль
- Махмуд Есамбаєв — учитель
- Ато Мухамеджанов — Аванг Сулонг
- Ментай Утепбергенов — Базлур
- Фаріда Шаріпова — роль другого плану
- Отабек Ганієв — роль другого плану
- Саттар Дікамбаєв — Ахмад
- Байтен Омаров — Мада Сумар
- Джавлон Хамраєв — Мелін Деман
- Людмила Кім — роль другого плану
- Жанбулат Абдіров — роль другого плану
- Гульнара Єралієва — Суфія
- Костянтин Карно — роль другого плану
- Чеслав Сушкевич — роль другого плану
- Яхйо Файзуллаєв — офіцер

## Знімальна група
- Режисер — Георгій Бзаров
- Сценарист — Даль Орлов
- Оператор — Леонід Травицький
- Композитор — Руміль Вільданов
- Художники — Едуард Аванесов, Євген Пушин